# Хайр-бей
 Сайф ад-Дин Хайр-бей  (араб. سيف الدين خير بيك‎, середина XV века, Сирия — 1522 год, Каир) — мамлюкский эмир, политический деятель мамлюкского султаната, позднее Османской империи, наместник турецкого султана в Египте.

## Биография
Хайр-бей был мамлюком черкесского или абхазского происхождения, предположительно родился в Алеппо в середине XV века.

### На службе у мамлюков
К моменту начала Османо-мамлюкской войны (1516—1517) Хайр-бей был наместником мамлюкского султана Аль-Ашрафа Кансуха аль-Гаури в городе Алеппо, Сирия. 5 августа 1516 года войска турецкого султана Селима I пересекли границу владений мамлюкского султаната. Турки двигались из Малатьи на юг, в Сирию, 20 августа мамлюки совершили однодневный переход на встречу туркам к северу от равнины Мардж Дабик, которая была выбрана местом для решающего сражения. во время битвы на равнине Мардж Дабик Хайр-бей командовал левым флангом войска мамлюков, но в решающий момент битвы со своими войсками перешёл на сторону османов. Хайр-бей распустил слух о гибели султана Кансуха аль-Гури, что вызвало панику в мамлюкских рядах. За это Селим назначил его правителем Алеппо. Мамлюкский султан Кансуха аль-Гаури пал в этой битве.

### На службе у турок
После взятия турками Каира Хайр-бей находился в Египте. Когда турки пленили последнего мамлюкского султана Туман-бея именно Хайр-бей и другой черкесский изменник Джанберди аль-Газали убедили османского султана в том, что пленник должен быть немедленно казнён, хотя Селим хотел даровать жизнь Туман-бею.
29 августа 1517 года Селим I назначил Хайр-бея правителем Египта, причём он получил свои владения в пожизненное владение. Правда он ежегодно формально должен был получать продление своих полномочий, что подчёркивало ненаследственный характер его привилегий. Хайр—бей правил под титулом малик аль — умара (король эмиров). Королевский титул Сайф ад-Дина Хайр-бея символизировал особое положение Египта как союзника и вассала Порты. Управление Египтом при Хайр-бее продолжало следовать практике мамлюкского султаната. Представители правительства в провинциях именовались кашифами, так, как и при старом режиме. Все кашифы были мамлюками. Из оставшихся в живых мамлюков тех эмиров, которые до конца были преданы Туман-баю, и мамлюков Хаир-бея были сформированы особые кавалерийские части османской армии, получившие наименование джамаат аль — джеракис (корпус черкесов).
Двор Хайр-бея ничем не отличался от дворов мамлюкских султанов династии Бурджитов, он содержал собственную армию и был совершенно независим в своих внутренних делах. Хайр-бей приложил все усилия для восстановления традиционной системы приобретения, обучения и выдвижения мамлюков. В 1520 году он вернул черкесам их прежнюю форму одежды. Однако вассальное мамлюкское королевство было упразднено со смертью Хайр-бея в октябре 1522 года. Египет получил статус эйялета во главе с бейлербеем. Черкесский корпус был расформирован и включён в состав семи корпусов османской армии.
В сентябре 1520 года мамлюки в Сирии подняли мятеж. Его возглавил турецкий наместник в Сирии Джанберди аль-Газали, который рассчитывал на поддержку египетских мамлюков. Однако египетские мамлюки во главе с Хайр-беем не помогли своим сирийским собратьям — более того, Хайр-бей двинул на подавлении мятежа войска, чем сохранил и свою власть, и высокий титул правителя Египта, в отличие от сирийских мамлюков, которые были полностью уничтожены или изгнаны.
Умер Хайр-бей в октябре 1522 года.